# Altdorf (Schaffhausen)
Altdorf is een plaats en voormalige gemeente in het Zwitserse kanton Schaffhausen.
Altdorf telt 207 inwoners. Op 1 januari 2009 werd Altdorf opgenomen in de gemeente Thayngen. 

## Geografie
In Altdorf ligt de meest noordelijke wijnberg van Zwitserland. Daarnaast zijn er enkele zeer goede uitzichtspunten vanwaar men bij mooi weer zelfs de Churfirsten kan zien. Altdorf is aan de Duitse grens gelegen.

## Verkeer
De wegen van Altdorf zijn verouderd. Er rijden dagelijkse postauto's naar Thayngen en Schaffhausen.

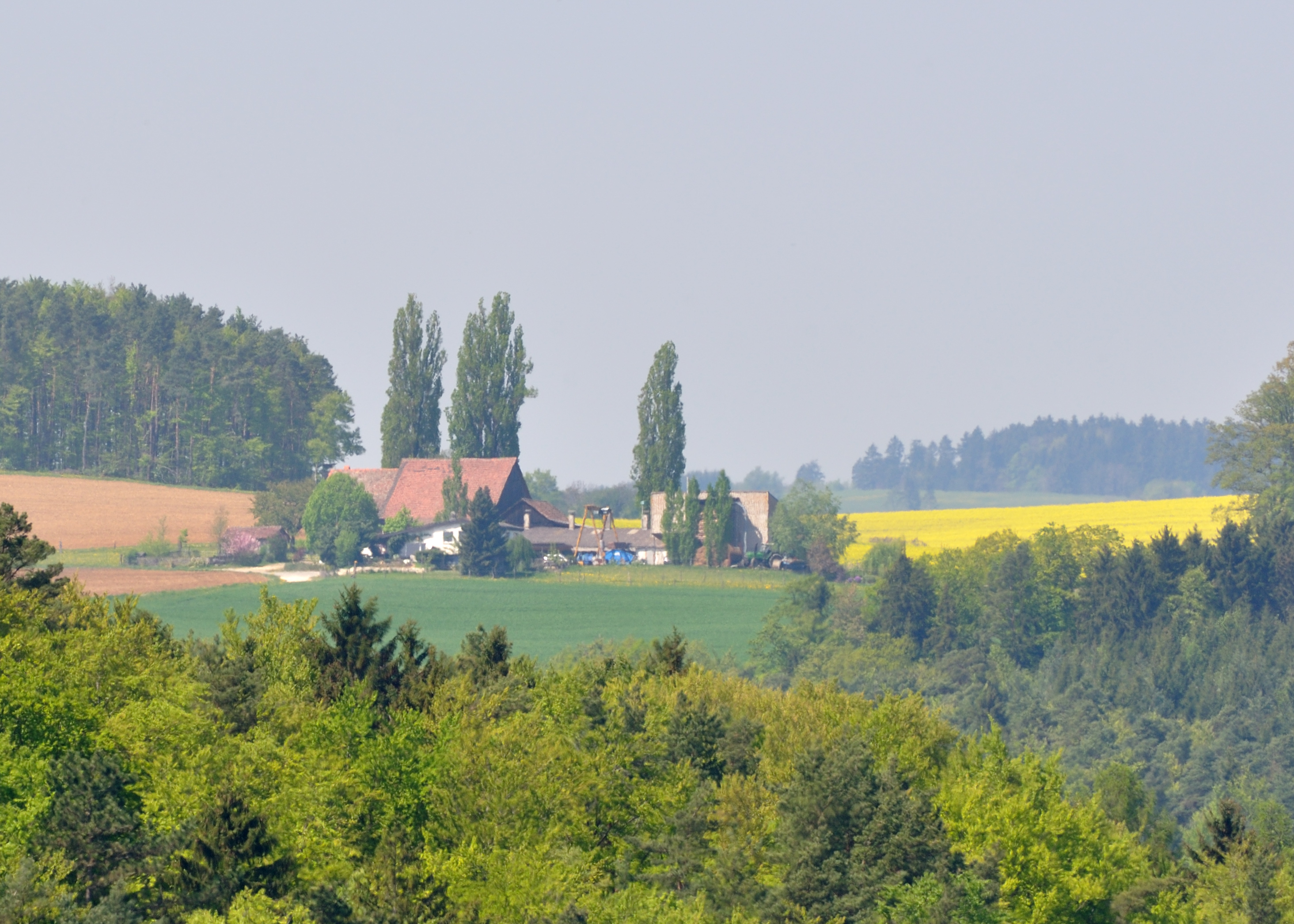
Altdorf, gezien vanuit Duitsland